# Élections sénatoriales de 1989 en Corrèze
Les élections sénatoriales en Corrèze ont lieu le dimanche 24 septembre 1989. 
Elles ont pour but d'élire les sénateurs représentant le département au Sénat pour un mandat de neuf ans.

## Contexte départemental
Lors des élections sénatoriales du 28 septembre 1980 en  Corrèze, un sénateur UDF et un sénateur RPR sont élus, Georges Mouly et Henri Belcour.
Depuis, tous les effectifs du collège électoral des grands électeurs sont renouvelés, avec les élections législatives de 1988 en Corrèze, les élections régionales françaises de 1986, les élections cantonales de 1985 et 1988 et les élections municipales françaises de 1989.

## Rappel des résultats de 1980
| Candidat et parti politique | Candidat et parti politique | Candidat et parti politique | Premier tour | Premier tour |
| Candidat et parti politique | Candidat et parti politique | Candidat et parti politique | Voix         | %            |
| --------------------------- | --------------------------- | --------------------------- | ------------ | ------------ |
|                             | Georges Mouly               | UDF                         | '            | '            |
|                             | Henri Belcour               | RPR                         | '            | '            |
|                             |                             |                             |              |              |
| Inscrits                    | Inscrits                    | Inscrits                    |              | 100,00       |
| Abstentions                 |                             |                             |              |              |
| Votants                     |                             |                             |              |              |
| Blancs et nuls              |                             |                             |              |              |
| Exprimés                    |                             |                             |              |              |

## Sénateurs sortants
| Sénateur | Sénateur      | Parti | Fonctions lors de l'élection en 1980 |
| -------- | ------------- | ----- | ------------------------------------ |
|          | Georges Mouly | UDF   | Conseiller général                   |
|          | Henri Belcour | RPR   | Conseiller général, maire d'Ussel    |

## Candidats
En Corrèze, les sénateurs sont élus au scrutin majoritaire à deux tours. 
| Candidats | Candidats               | Parti | Principale fonction                                                                 |
| --------- | ----------------------- | ----- | ----------------------------------------------------------------------------------- |
|           | Jacques Chaminade       | PCF   | Conseiller général, conseiller régional, conseiller municipal de Brive-la-Gaillarde |
|           | Bernard Jaubert         | PCF   | Conseiller général, adjoint au maire de Tulle                                       |
|           | Yves Terrieux           | PS    | Conseiller général, maire de Sérilhac                                               |
|           | Jean-Michel Reillier    | PS    | Maire d'Arnac-Pompadour                                                             |
|           | Georges Mouly           | UDF   | Sénateur sortant, conseiller général, maire de Saint-Priest-de-Gimel                |
|           | Henri Belcour           | RPR   | Sénateur sortant, conseiller général, maire d'Ussel                                 |
|           | Gilles du Verdier       | FN    |                                                                                     |
|           | Marie-Madeleine Bonneau | FN    |                                                                                     |

## Résultats
Les nouveaux représentants sont élus pour une législature de 9 ans au suffrage universel indirect par les 750 grands électeurs du département.
| Candidat et parti politique | Candidat et parti politique | Candidat et parti politique | Premier tour | Premier tour |
| Candidat et parti politique | Candidat et parti politique | Candidat et parti politique | Voix         | %            |
| --------------------------- | --------------------------- | --------------------------- | ------------ | ------------ |
|                             | Georges Mouly               | UDF                         | 468          | 62,99        |
|                             | Henri Belcour               | RPR                         | 435          | 58,55        |
|                             | Yves Terrieux               | PS                          | 187          | 25,17        |
|                             | Jean-Michel Reillier        | PS                          | 156          | 21,00        |
|                             | Jacques Chaminade           | PCF                         | 111          | 14,94        |
|                             | Bernard Jaubert             | PCF                         | 110          | 14,80        |
|                             | Gilles du Verdier           | FN                          | 7            | 0,94         |
|                             | Marie-Madeleine Bonneau     | FN                          | 7            | 0,94         |
|                             |                             |                             |              |              |
| Inscrits                    | Inscrits                    | Inscrits                    | 750          | 100,00       |
| Abstentions                 | Abstentions                 | Abstentions                 | 1            | 0,13         |
| Votants                     | Votants                     | Votants                     | 749          | 99,87        |
| Blancs et nuls              | Blancs et nuls              | Blancs et nuls              | 6            | 0,80         |
| Exprimés                    | Exprimés                    | Exprimés                    | 743          | 99,20        |